# Fyrstendømmet Ratzeburg
Fyrstendømmet Ratzeburg eksisterede fra 1648 til 1918. Den tilhørte de rigsumiddelbare områder i det tidligere land Mecklenburg og var derved en del af det Hellige Romerske Rige af den tyske nation. Som følge af den tredje deling af staten Mecklenburg i 1701 blev Mecklenburg kløvet. Deaf opstod de (delvise) hertugdømmer Mecklenburg-Schwerin og Mecklenburg-Strelitz. Det (delvise) hertugdømme Mecklenburg-Strelitz blev dannet af Fyrstendømmet Ratzeburg og herskabet Stargard. I dag er området overvejende beliggende i det tidligere fyrstelige Mecklenburg-Vorpommern.

## 1648-1806
Fyrstendømmet opsod under Den Westfalske Fred (1648) ved sekularisering af Bispedømmet Ratzeburg. Det blev i 1648 knyttet til herredømmet under hertugerne af Mecklenburg som territorial kompensation for de til Sverige afståede områder Wismar, Neukloster og øen Poel. Det regnes som tidligere Bispedømmet Ratzeburg til Den Nedersaksiske Kreds.
I modsætning til de øvrige delområder inden for området regeret af Mecklenburgs hertuger - der i henhold til bestemmelserne i Wienerkongressen i 1815 blev ophøjet til storhertuger - var der i Ratzeburgs land intet livegenskab og (bortset fra de tre allodialgodser Torisdorf, Horst og Dodow) ingen store jordejere, men kun frie bønder. I modsætning til Mecklenburgs adel havde biskop og domkapitlet ingen interesse i borgerlige anliggender og opførelsen af herregårde. Den uafhængige kultur i det tidligere fyrstelige Ratzeburg er nu dokumenteret i folklore museum i Schönberg.
Ved Hamburg-forliget fra 1701 havde "Hertug Friedrich Wilhelm til hertug Adolf Friedrich frit for gæld og afstået Fyrstendømmet Ratzeburg [...] [...] ved siden af herredømme Stargard i sine grænser med alle deri nål , byer og myndigheder [...]. " Mellem Ratzeburg og den næsten 200 km derfra beliggende residens for hertugen Adolf Friedrich II i Strelitz lå det andet (delvise) Mecklenburg, hertugdømmet Mecklenburg-Schwerin. Da administrationen af Fyrstendømmet Strelitz fra lang afstand var ret vanskeligt, forblev Ratzeburg næsten helt selvadministrerede og var uafhængig af separate Strelitz-myndigheder. [1] Biskopråd og Domhof tilhørte territorialt til fyrstendømmet, byen Ratzeburg selv tilhørte Sachsen-Lauenburg. Fyrstendømmet var ikke en del af den oprettede stænderforsamling af 1755 og var ikke repræsenteret i parlamentet.
Under Den Store Nordiske Krig (1700-1721) blev fyrstendømmet ødelagt af danske tropper, der var fremrykkende mod det svenske Wismar. Det samme var tilfældet i Napoleonskrigene, da fyrstendømmet blev hærget i 1806-1814 af gennemtrækkende preussiske, franske og allierede tropper. I 1814 blev den administrative landsforvaltning opløst på Domhof og et landfogderi i Schönberg etableret i stedet.